# Cattedrale di Saint-Brieuc
La cattedrale di Santo Stefano (in francese: Cathédrale Saint-Étienne de Saint-Brieuc) è il principale luogo di culto cattolico di Saint-Brieuc, nel dipartimento delle Côtes-d'Armor. La chiesa, sede del vescovo di Saint-Brieuc, è monumento storico di Francia dal 1907.
La cattedrale in stile gotico risale al XIV-XV secolo. All'interno si trova una cappella absidale che custodisce una bella statua quattrocentesca della Vergine.